# 圣卢德瓦雷讷
圣卢德瓦雷讷（法語：Saint-Loup-de-Varennes，法語發音：[sɛ̃ lu də vaʁɛn]，意为“瓦雷讷的圣卢”）是法国索恩-卢瓦尔省的一个市镇，属于索恩河畔沙隆区。

## 地理
圣卢德瓦雷讷（46°43'40"N, 4°51'38"E）面积8.32 平方千米，位于法国勃艮第-弗朗什-孔泰大區索恩-卢瓦尔省，该省份为法国中部省份，北起顺时针与科多尔省、汝拉省、安省、罗讷省、卢瓦尔省、阿列省和涅夫勒省接壤。
与圣卢德瓦雷讷接壤的市镇（或旧市镇、城区）包括：吕镇、拉沙尔梅、埃佩尔旺、大瓦雷讷。
圣卢德瓦雷讷的时区为UTC+01:00、UTC+02:00（夏令时）。

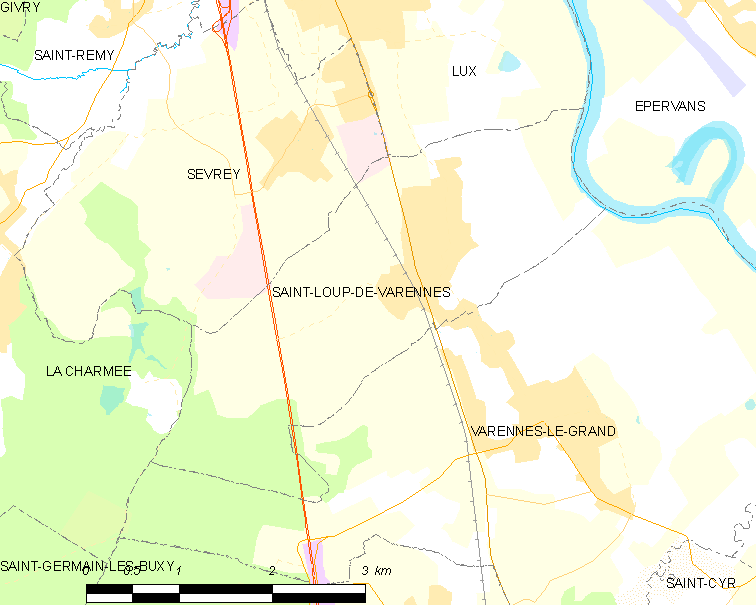
圣卢德瓦雷讷的OSM定位图

## 行政
圣卢德瓦雷讷的邮政编码为71240，INSEE市镇编码为71444。

## 政治
圣卢德瓦雷讷所属的省级选区为圣雷米县。

## 人口

1962-2008年间圣卢德瓦雷讷人口变化图示

圣卢德瓦雷讷于2022年1月1日时的人口数量为1249人。